# 追憶似水年華
《追憶似水年華》（法語：À la recherche du temps perdu，又譯作《追尋逝去的時光》、《挽回失去的時間》、《追憶似水流年》、《往事追跡錄》）是法國作家馬塞爾·普魯斯特（1871年—1922年）的作品，以其長度及意識流手法而著名。全文共計7卷，分别是：《在斯萬家那邊》《在少女們身旁》《盖爾芒特家那邊》《索多姆和戈摩爾》《女囚》《女逃亡者》《重现的時光》。

## 概要
由於《追憶似水年華》卷帙浩繁，4000多頁、200多萬字，委婉曲折，細膩至極，難讀難譯，有專家認爲要先看第五卷，再回頭看第一卷。普魯斯特的弟弟羅貝爾笑著說：「要想讀《追憶似水年華》，先得大病一場，或是把腿摔折，要不哪來那麼多時間？」當年《追憶似水年華》第一卷出版時，許多出版社拒絕出版，《新法蘭西評論》的著名作家安德烈·紀德拒絕推薦出版這部小說，奧蘭夫出版公司的阿爾費萊德·安布羅看了書稿大惑不解，「爲什麼要在開頭用三十頁描寫自己睡不著覺？」因此普魯斯特還得自掏腰包印書出版。
1913年第一部小說《在斯萬家那邊》（Du côté de chez Swann）出版，《新法蘭西評論》的主編兼詩人里維埃爾（Jacques Rivière）大力推薦，引起熱烈的討論，紀德很有風度地承認錯誤，並寫信向普魯斯特致歉。
1919年第二部小說《在少女身旁》（À l'ombre des jeunes filles en fleurs）出版，一開始反應平平，但隨後榮獲「龔古爾文學獎」，普魯斯特開始聲名大噪。
1921年5月在網球場博物館參觀荷蘭畫展時，普魯斯特突感不適。1922年4月3日《索多姆和戈摩尔》（Sodome et Gomorrhe）第二卷在新法兰西评论社印毕。同年11月18日普魯斯特與世長辭，所幸這時他的小說已全部完成。
1923年《女囚》（La Prisonnière）在新法蘭西評論社出版，1925年《女逃亡者》以及《阿尔贝蒂娜不知去向》出版，1927年出版《重現的時光》（Le Temps retrouvé），至此全書出完。
普魯斯特的外祖母酷愛十七世紀法國著名書簡作家塞維涅夫人的書簡。每逢外出旅行時，總要把塞維涅夫人《書簡集》隨身帶走，以便抽空閱讀。第四卷《索多姆和戈摩尔》果然發現了塞維涅夫人的名字。《追憶似水年華》被譽為二十世紀最偉大的小說之一，史蒂芬·黑雨在二十一世紀初將這七巨冊小說改編成漫畫12冊，這是一項艱難的任務。
小说第一卷《在斯萬家那邊》中的第二部分，《斯萬之戀》（Un amour de Swann），常常單獨出版。其主要内容是查爾斯·斯萬和奥黛特·德·克雷西之間的愛情故事。這一部分篇幅較短、獨立性較強，因此被認爲是初讀《追憶似水年華》最好的選擇，在法國的一些學校中被作为法語課或哲學課的重要閱讀材料来研讀。

## 賞析
這部作品細膩刻畫出19世紀末、20世紀初的法國上流社會和文人雅士，从單純地描寫人類社會轉向對人類心理情緒的分析，完成了在文學作品中对人類情感的第一次成熟地剖析，開「意識流」小說之先河，成爲文學史上新的文學形式發軔的標識。作品的總體構架是叙述者对所經歷的往事的回顧，而這種回顧是与遗忘的一种抗爭。同時這部作品是第一部以記敘一部作品的誕生爲題材的著作，普魯斯特認爲人的生活只有在回憶中才形成「真實的生活」，「回憶中的生活比當時當地的現實生活更为現實」；安得烈·莫羅亞在序中就提到：「唯一真實的樂園是人們失去的樂園」，而「幸福的歲月是失去的歲月」。
普魯斯特的氣質內向而敏感，對母親十分依戀，傾心於文學，青年時代經常出入上流社會沙龍，是巴黎貴婦沙龍中出手豪闊的常客。他熟悉上流社會人物的形形色色，而他们也成爲他日後寫作中各式人物的靈感來源。他認爲在寫作時題材並不重要。重要的是，「客觀世界」如何反映在「主觀意念」中。《追憶似水年華》一書即透過他特殊的敘事風格，營造出一個獨特的個人世界。他的敘述時時中斷，小說中夾雜了大量的議論、聯想、心理分析，一個失眠的夜可以花40頁來描述，一個三小時的聚會可以用掉190頁的篇幅。時間可以做無限的鋪陳，自然也可以隨意壓縮；過去、現在、未來可以在意識流中顛倒、交疊、相互滲透。

## 劇情

### 第一卷
《追憶似水年華》以第一人稱描寫，敘述者马塞尔患有重度失眠症，經常處於半睡半醒的狀態，開始回憶起童年時在貢佈雷的生活。男主人翁年幼時的體弱多病，敏感異常，有一年夏天晚上，鄰居斯萬先生，沒有斯萬夫人奧黛特陪同，來看望敘述者的父母。敘述者睡前等不到母親的親吻，心裡非常難受。有一年冬天，他把瑪德蓮蛋糕浸泡在茶水中吃，這味道使他想起他童年時在萊奧妮姨媽家裡。在貢佈雷家，有兩條步行小道，一條通往斯萬家，稱為斯萬家之路，另一條通往蓋爾芒特府邸，稱為蓋爾芒特家之路。斯萬先生在劇院里結識了交際花奧黛特·德·克雷西，事實上是一名高級妓女，一開始斯萬先生不喜歡她，後來逐漸愛上她。維爾迪蘭夫人覺得斯萬令人厭煩，便不再邀請他。

### 第二卷
這時男主人翁又開始進入回憶狀態。他在贡布雷遇見漂亮的希爾貝特·斯萬，经常同她一起玩耍。一天他收到希尔贝特的来信，她请他到家里来吃点心，他如約赴宴，在斯万家听到别人谈论阿尔贝蒂娜。舊日同學布洛克带他去嫖妓。妓院老板向他介绍一位名叫拉谢尔的妓女。後來希爾貝特在刻意迴避他，兩人的感情日漸淡薄。
兩年後，外婆帶著他和女僕弗朗索瓦絲同去海滨城市巴尔贝克，外婆向他介绍了维尔巴里西斯侯爵夫人，並乘車出遊，認識了侯爵夫人的外孙罗贝尔·德·圣卢。兩人很快成為好朋友。圣卢后来成为希爾貝特的丈夫。马塞尔經由画家艾尔斯蒂尔认识了阿尔贝蒂娜·西蒙纳，马塞尔渐渐爱上了她。

### 第三卷
回到巴黎後，父母親蓋了新房子，大伙一起討論新房子的議題。這時发生了全法国沸腾的“德雷福斯事件”。
圣卢在东锡埃尔服兵役，男主人翁想去探望。由於聖盧的牽線，在歌剧院，在东锡埃尔府邸，在韦尔珀里齐夫人的繁华沙龙中，馬塞爾受到优厚的款待。
一日男主人翁陪外婆到香榭丽舍大街散步，外婆的尿毒症突然发作。不久去世。马塞尔的母亲知道他暗戀盖尔芒特公爵夫人。
男主人翁参加维尔巴里西斯夫人的晚会，見到盖尔芒特公爵夫人，他心里暗暗爱慕着盖尔芒特公爵夫人。还结识了夏尔吕斯男爵。

### 第四卷
马塞尔第二次来到巴尔贝克海滨，偶然遇到阿尔贝蒂娜，又恢复了亲密交往，兩人在舞会、花园和游乐场中尽情欢乐。最后马塞尔还是决定娶她为妻。

### 第五卷
马塞尔与阿尔贝蒂娜在巴黎同居，阿尔贝蒂娜跟一个名叫安德莱的女子很要好，马塞尔怀疑她们有同性恋关系，後來此事得到證實。於是他想离开她，卻無法痛下決心。一日阿尔贝蒂娜離家出走，给他留下一封信，说他们不能再这样生活下去，还是趁早分手。

### 第六卷
阿尔贝蒂娜離去後，男主人翁從此没有她的下落，后来從蓬当太太的電報中得知她骑马不慎摔在树上撞死了。这使他想去寻找别的女人。母亲带马塞尔到威尼斯旅行，仍然时常想起阿尔贝蒂娜，不久母親回到法國，馬塞爾一個人留下。他收到希爾貝特的信，说她已跟圣卢结婚。但後來圣卢竟愛上了男提琴手莫莱尔。

### 第七卷
第一次世界大戰爆發，圣卢在前线战死，男主人翁一直待在療養院，有一回見到夏呂斯，是一名同性戀，常往來於同性戀旅館，男伴男爵是性虐待狂，經常鞭打他。夏呂斯是親德份子，常在林荫道上散布失败论。
大戰結束後，男主人翁来到盖尔兰特王府门前，又回想起吃浸泡在茶水中的玛德莱娜小蛋糕的那种口感，又遐想到威尼斯，他想：“真正的天堂是已经失去了的天堂。”交际场中更是景物已非，有人沦为乞丐，有人早己死去。他決定用文字將這些回憶記錄起來，找回了失去的时间。

## 评价
本雅明： 马塞尔·普鲁斯特的三十卷《逝水华年》来自一种不可思议的综合，它把神秘主义者的凝聚力、散文大师的技巧、讽刺家的锋芒、学者的博闻强记和偏执狂的自我意识在一部自传性作品中熔于一炉。

## 電影改編
- 《青樓紅杏》(, 1984)
- 《追憶似水年華》(, 1999)

電影"私刑教育2"（ The Equalizer 2）,內有提到這本書,  男主角丹佐·華盛頓有在讀這本書.
日本電影"情書"（Love Letter）少年男藤井樹閱讀了《追憶似水年華》並在借書卡畫了畫像.《追憶似水年華》的出現呼應成年女藤井樹斷斷續續回憶少年時期的劇情.電影敘事如同小說「意識流」般。

## 進階閱讀
- Carter, William C. Marcel Proust: A Life. New Haven: Yale UP, 2000. ISBN 0-300-08145-6
- de Botton, Alain. How Proust Can Change Your Life. New York: Pantheon 1997. ISBN 0-679-44275-8
- O'Brien, Justin. "Albertine the Ambiguous: Notes on Proust's Transposition of Sexes" PMLA 64: 933-52, 1949.
- Proust, Marcel. Albertine disparue. Paris: Grasset, 1987. ISBN 2-246-39731-6
- Rose, Phyllis. The Year of Reading Proust. New York: Scribner, 1997. ISBN 0-684-83984-9
- Sedgwick, Eve Kosofsky. Epistemology of the Closet. Berkeley: U of California P, 1992. ISBN 0-520-07874-8
- White, Edmund. Marcel Proust. New York: Penguin USA, 1999. ISBN 0-670-88057-4

## 外部連結
- University of Adelaide Library: Full text electronic versions of both the original novels and the translations of C. K. Scott Moncrieff.
- Project Gutenberg: （页面存档备份，存于） Free Proust ebooks in French and English.
- Proust Said That: Electronic version of a defunct magazine about Proust and In Search of Lost Time.
- Reading Proust: （页面存档备份，存于） Reviews of the Penguin/Viking translations and other miscellany.
- Le Temps de Proust: A blog about (re)reading Proust and secondary literature.
- TempsPerdu.com: A comprehensive site about the novel (in English).
- Proust's Way? （页面存档备份，存于） A review of the available translations.
- Reinterpretation of Remembrance Of Things Past （页面存档备份，存于）
- Who's Who in Proust （页面存档备份，存于） Description of 50 major characters in In Search of Lost Time.